# Hanna Mina
Hanna Mina (arab. حنا مينه; ur. 16 kwietnia 1924 w Latakii,  zm. 21 sierpnia 2018 w Damaszku) – syryjski pisarz, prekursor realizmu w literaturze syryjskiej.

## Życiorys
Pochodzi z bardzo biednej chrześcijańskiej rodziny z Latakii. Jego ojciec pracował w miejscowym porcie przy przeładowywaniu towarów. Ukończył jedynie szkołę podstawową w Arsuzie w 1939. Z powodu sytuacji materialnej rodziny nigdy nie podjął nauki w szkole średniej, chociaż jego matka bardzo sobie tego życzyła. Od młodości zarabiał na życie naprawiając rowery, pracując w salonie fryzjerskim, następnie jako marynarz. Jako nastolatek wstąpił do Komunistycznej Partii Syrii. Za swoją działalność w jej strukturach był kilkakrotnie aresztowany.
W 1947 przeprowadził się do Damaszku i znalazł pracę w gazecie „Al-Insza”. Cztery lata później był już jej redaktorem naczelnym. Razem z Fatihem al-Mudarrisem założył w 1951 Stowarzyszenie Pisarzy Syryjskich. W latach 50. XX wieku, pod wrażeniem rewolucji egipskiej został naserystą.
Dwukrotnie wyjeżdżał za granicę – był lektorem języka arabskiego w Pekinie, a następnie w Budapeszcie. Następnie do odejścia na emeryturę w 2000 pracował w syryjskim Ministerstwie Kultury. Mieszkał w Damaszku.
W pierwszym okresie twórczości literackiej Mina długo pracował nad kolejnymi utworami, do 1978 napisał ich jedynie cztery. W okresie drugim wydał dwadzieścia sześć powieści, jednak w ocenie krytyków stały one na niższym poziomie artystycznym.

## Twórczość
Był pierwszym syryjskim pisarzem realistycznym i jednym z wybitniejszych przedstawicieli tego kierunku w piśmiennictwie arabskim. Inspirację do swoich utworów czerpał z własnych doświadczeń, opisując życie najuboższych warstw społecznych w Latakii. Szeroki rezonans w całym świecie arabskim wywołała już jego pierwsza powieść Niebieskie lampy wydana w 1954. Akcja tego utworu toczy się w Latakii w czasie II wojny światowej, a jej bohaterami są Faris i Randa, para zakochanych biedaków. Z powodu ubóstwa ich miłość kończy się tragicznie – Faris nie wraca z wojny, na którą zgłosił się ochotniczo, by zarobić na ślubny dar dla ukochanej, Randa zaś umiera na gruźlicę. Podobną tematykę Hanna Mina poruszył w drugiej, wydanej w 1966 powieści Żagle i burza, uznając, że poprzedni utwór nie ukazywał całej jej złożoności. Bohaterami drugiej powieści Miny są robotnicy portowi z Latakii, a centralnym miejscem akcji – kawiarnia Abu Zuhdiego at-Turusiego, niegdyś kapitana parowca, który zatonął podczas sztormu. Opisując spotkania robotników i marynarzy w kawiarni, powieść przedstawia atmosferę panującą wśród ubogich Syryjczyków podczas II wojny światowej, protesty i strajki robotnicze. Na tym tle ukazane zostały przeżycia i problemy głównego bohatera, który najpierw walczy o to, by jego kawiarnia utrzymała się na rynku, a później o to, by móc wrócić do dawnego życia. Przekonuje się bowiem, że chociaż jest szanowany i lubiany przez swoich gości, tak naprawdę żyje tylko wspomnieniami lat, gdy był kapitanem statku.
Pod wpływem literatury radzieckiej zaczął zbliżać się w swojej twórczości do socrealizmu i sam się z nim identyfikował, podkreślając jednak, że jego celem jest pisanie realistyczne, wykorzystujące osiągnięcia innych stylów, także surrealistycznego czy ekspresjonistycznego. Nieco inny charakter miały kolejne dwa dzieła, Śnieg wieje od okna (1969) oraz Słońce w pochmurny dzień (1973). Obserwując trendy w literaturze zachodnioeuropejskiej, zmienił sposób konstruowania swoich utworów, skupiając się bardziej na wewnętrznych przeżyciach postaci i charakteryzując je za pomocą monologów wewnętrznych. Tematyka dzieł pozostała jednak nadal bliska poprzednim tekstom. Bohaterem powieści Śnieg wieje od okna jest Fajjad, syryjski nauczyciel sympatyzujący z lewicą, który ucieka z kraju do Bejrutu przed represjami politycznymi (akcja utworu rozgrywa się w niepodległej Syrii tuż po II wojnie światowej). Na emigracji podejmuje pracę w restauracji, jednak porzuca ją z powodu poniżającego traktowania przez zamożnych klientów. Zostaje robotnikiem w fabryce gwoździ i przyłącza się do ruchu socjalistycznego. Zostaje aresztowany i odbywa karę więzienia, po czym powraca do Syrii, przekonany, że popełnił błąd, wyjeżdżając: powinien był zostać w kraju i tam walczyć o sprawiedliwość społeczną. Powieść ukazuje rozterki i poszukiwania ideowe bohatera, jak również tęsknotę za rodzinnym krajem. Słońce w pochmurny dzień ukazuje historię osiemnastoletniego Syryjczyka z zamożnej i zwesternizowanej rodziny, który (chociaż ukończył wcześniej francuską szkołę średnią) odmawia nauki gry na fortepianie u Włocha i woli podjąć u ubogiego krawca naukę ludowego tańca z kindżałem. Nowe zajęcie wyzwala w nim intensywne przeżycia wewnętrzne i daje szczęście. Pewnego dnia jednak podczas ćwiczeń osiemnastolatek rani się kindżałem, a jego ojciec nakazuje zabić nauczyciela. Wydarzenie to doprowadza młodzieńca do zerwania z rodziną i wygodnym życiem.
Także wydana w 1975 powieść Kotwica napisana została w formie monologu wewnętrznego głównego bohatera, marynarza Zakarijji al-Marsinlego. Zmuszony do odejścia z pracy, zamieszkuje w samotności w lesie i zaczyna poświęcać się rozważaniom filozoficznych nad życiem i własną tożsamością. Interpretacja tej postaci budziła duże spory wśród krytyków arabskich. Marynarz był porównywany do Hajja ibn Jakzana z traktatu Ibn Tufajla, Robinsona Cruzoe czy Greka Zorby.
W 1975 i 1977 Mina publikował powieści o charakterze autobiograficznym, Resztki obrazów oraz Bagno. W 1986 pisarz dopełnił cykl autobiograficzny utworem Zbiór owoców.
Szczególne znaczenie dla literatury syryjskiej mają powieści Miny opublikowane do końca lat 70. W kolejnych utworach pisarz wielokrotnie powtarzał wykorzystane już formy i motywy, co było źle oceniane przez krytykę.
W 1980 opublikował Punkt obserwacyjny, powieść poświęconą wojnie Jom Kipur, sławiącą patriotyzm i bohaterstwo żołnierzy syryjskich. Pięć lat później wydał socrealistyczną powieść Wiosna i jesień. Jej bohater, Syryjczyk Karam, lektor języka arabskiego w Pekinie i Budapeszcie, uważany jest za alter ego twórcy. Krytykuje ustrój panujący w Chinach, zachwycając się równocześnie socjalizmem radzieckim, potępia powstanie na Węgrzech w 1956. Wyjeżdża z Węgier dopiero w 1967, by wziąć udział w wojnie z Izraelem, w poczuciu, że jest to jego obowiązek wobec ojczyzny, której nie można porzucić. Powieść ta powiela przesłanie Śnieg wieje od okna, a z powodu podporządkowania fabuły przesłaniu politycznemu (które Mina ukazywał z pełnym przekonaniem) jest artystycznie słaba. Również z lat 80. XX wieku pochodzi trylogia Opowieść marynarza. Jej bohater pragnie wydobyć z morza ciało tragicznie zmarłego ojca, jednak zamiast niego odnajduje zwłoki marynarza francuskiego. Mina przedstawił w utworze życie marynarzy syryjskich w latach 40. i 50. XX wieku. W płaszczyźnie symbolicznej utwór opowiada o poszukiwaniu zaginionej tożsamości arabskiej w niepodległej Syrii. Również w tym tekście powraca tematyka polityczna, a pisarz daje wyraz swoim poglądom, jednak nie przekreśla to walorów utworu, napisanego płynnym i bogatym językiem.
W 2001 wydał powieść Najpiękniejsza